# 乙酸乙酯
乙酸乙酯是乙酸中的羧基上的一个羟基被乙氧基取代而生成的化合物，结构简式为CH
3COOC
2H
5

## 物理性质
乙酸乙酯是无色易燃易挥发的液体；有特殊香味；微溶于水，易溶于有机溶剂。

## 主要用途
- 硝酸纖維素、假漆、瓷漆、飛機翼布塗料等的溶劑、合成無煙火藥、人造皮革、照相用底片、電極板、人造絲、香水、清潔紡織品、製藥時添加香味。
- 用於食品上之合成香料。
- 作為N-亞硝基雙乙醇胺的萃取溶劑。
- 隱形眼鏡的除霉。
- 塗料塑膠的溶劑及其他溶劑。
- 在纺织工业中可用作清洗剂
- 在食品工业中可作为特殊改性酒精的香味萃取剂
- 还用作制药过程和有机酸的萃取剂
- 代替丙酮作為卸除指甲油的去光水
- 可將咖啡豆內含的咖啡因萃取出來，以製成低咖啡因咖啡豆[1]。

## 製備
乙酸乙酯可由乙酸、乙酸酐或乙烯酮與乙醇相互作用制得。乙酸與乙醇的酯化反應反應方程式如下：
通过同位素示蹤法用18O标记乙醇，可以发现放射性只存在于酯中。教材通常认为这可以顯示：該反應中乙酸脫去-COOH中的-OH，成為乙氧基，取代了乙醇中-OH中的H原子。（即“酸脱羟基醇脱氢”）但值得注意的是，该反应中乙酸的羰基氧首先质子化（与氢离子结合），此时羰基氧与羟基氧已经等效，故此反应中脱去羧基中任一个氧都可以。
{\displaystyle \ CH_{3}COOH+C_{2}H_{5}OH\ \rightleftharpoons \ CH_{3}COOC_{2}H_{5}+H_{2}O}

### 實驗室製法
乙酸乙酯的制取：先加乙醇，再加浓硫酸（加入碎瓷片以防暴沸），最后加乙酸， 然后加热。（一般的，要先加入密度较小的液体，再加入密度较大的液体，催化剂在加入顺序的中间。）
反應中濃硫酸的作用為催化。因为反应过程为可逆反应，浓硫酸吸水可使反应向右反应，从而达到催化的作用。該反應中的收集裝置中用到了飽和Na
2CO
3溶液，其作用有四點：
1. 反應掉揮發出來的CH
3COOH
2. 溶解揮發出來的CH
3CH
2OH
3. 乙酸乙酯在鹽溶液中溶解度較小
4. 鹽溶液密度較大，便於分層

此处没有使用氢氧化钠的原因是： 虽然氢氧化钠也能吸收乙酸和乙醇，但是碱会催化乙酸乙酯彻底水解，导致实验失败。

## 水解反應
在无机酸或碱的催化下，乙酸乙酯水解为乙酸和乙醇：
{\displaystyle \ CH_{3}COOC_{2}H_{5}+H_{2}O\ {\xrightarrow {H^{+}}}\ CH_{3}COOH+C_{2}H_{5}OH}
{\displaystyle \ CH_{3}COOC_{2}H_{5}+OH^{-}\ {\xrightarrow {H_{2}O}}\ CH_{3}COO^{-}+C_{2}H_{5}OH}

## 醇解反应
乙酸乙酯與甲醇的醇解反應（酯交换反应）方程式如下：
{\displaystyle \ CH_{3}COOC_{2}H_{5}+CH_{3}OH\ \xrightarrow {\ } CH_{3}COOCH_{3}+C_{2}H_{5}OH}

## 安全性

### 健康危害
乙酸乙酯大鼠LD50為11.3g/kg；对眼、鼻、咽喉有刺激作用；高浓度吸入可引进行性麻醉作用，急性肺水肿，肝、肾损害；持续大量吸入，可致呼吸麻痹；误服者可产生恶心、呕吐、腹痛、腹泻等；有致敏作用，因血管神经障碍而致牙龈出血；可致湿疹样皮炎。
慢性影响：长期接触本品有时可致角膜混浊、继发性贫血、白细胞增多等。

### 燃爆危险
本品具刺激性，具致敏性。本品易燃，其蒸气与空气可形成爆炸性混合物，遇明火、高热能引起燃烧爆炸。与氧化剂接触猛烈反应。其蒸气比空气重，能在较低处扩散到相当远的地方，遇火源会着火回燃。 